# Civitella in Val di Chiana
Civitella in Val di Chiana est une commune italienne de la province d'Arezzo, dans la région Toscane.

## Administration
| Période                                  | Période | Identité | Étiquette | Qualité |
| ---------------------------------------- | ------- | -------- | --------- | ------- |
|                                          |         |          |           |         |
| Les données manquantes sont à compléter. |         |          |           |         |

### Hameaux
Albergo, Badia al Pino (sede comunale), Ciggiano, Cornia, Oliveto, Pieve a Maiano, Pieve al Toppo, San Pancrazio, Spoiano, Tegoleto, Tuori, Viciomaggio.

### Communes limitrophes
Arezzo, Bucine, Laterina, Monte San Savino, Pergine Valdarno